# Ducado de Borgoña
El Ducado de Borgoña fue una entidad política de la Europa medieval, independiente entre 880 y 1482. El feudo del duque de Borgoña correspondía aproximadamente con la actual región francesa de Borgoña. Gracias a su riqueza y territorio relativamente extenso, el ducado fue importante tanto política como económicamente, sirviendo de núcleo director al llamado Estado borgoñón. Nominalmente eran vasallos del rey de Francia, pero los duques de Borgoña supieron mantener una política propia.
La dinastía inicial de los duques de Borgoña se extinguió en 1026, con la muerte sin descendientes del heredero de la casa, el duque Otón Guillermo de Borgoña. Pero el ducado ya había sido anexionado en 1016 por Enrique I, que se convirtió en duque en 1016. Enrique I concedió el ducado a su hermano Roberto I, que funda la rama de la dinastía de los Capetos. El último representante de la casa fue Felipe de Rouvres, que murió de peste en 1361. El ducado pasó a la Corona francesa y dos años más tarde Juan II de Francia le concedió el título a su hijo más pequeño, Felipe. Felipe II se casó con Margarita III de Flandes y a través de esta unión, el ducado de Borgoña se unió al Condado de Flandes, Artois, Nevers, Rethel y los ducados de Brabante y Limburgo.
La última duquesa de la Borgoña independiente fue María de Valois, que casó con Maximiliano I de Austria. En las capitulaciones matrimoniales se estipuló que su segundo hijo sería quien heredase los territorios maternos, pero María falleció en un accidente de caballo antes de que eso aconteciese. El rey Luis XI de Francia había arrebatado el ducado a los Valois-Borgoña una vez que murió Carlos el Temerario —padre de María— y se extinguieran la rama masculina y con ella el apanage. María de Valois y Maximiliano I sostuvieron una guerra por el ducado que solo terminó cuando ella falleció y se firmó la paz de Senlis. Por la misma, el ducado de Borgoña fue incorporado a Francia, mientras que los Países Bajos pasaron a la casa de Austria.

## Orígenes

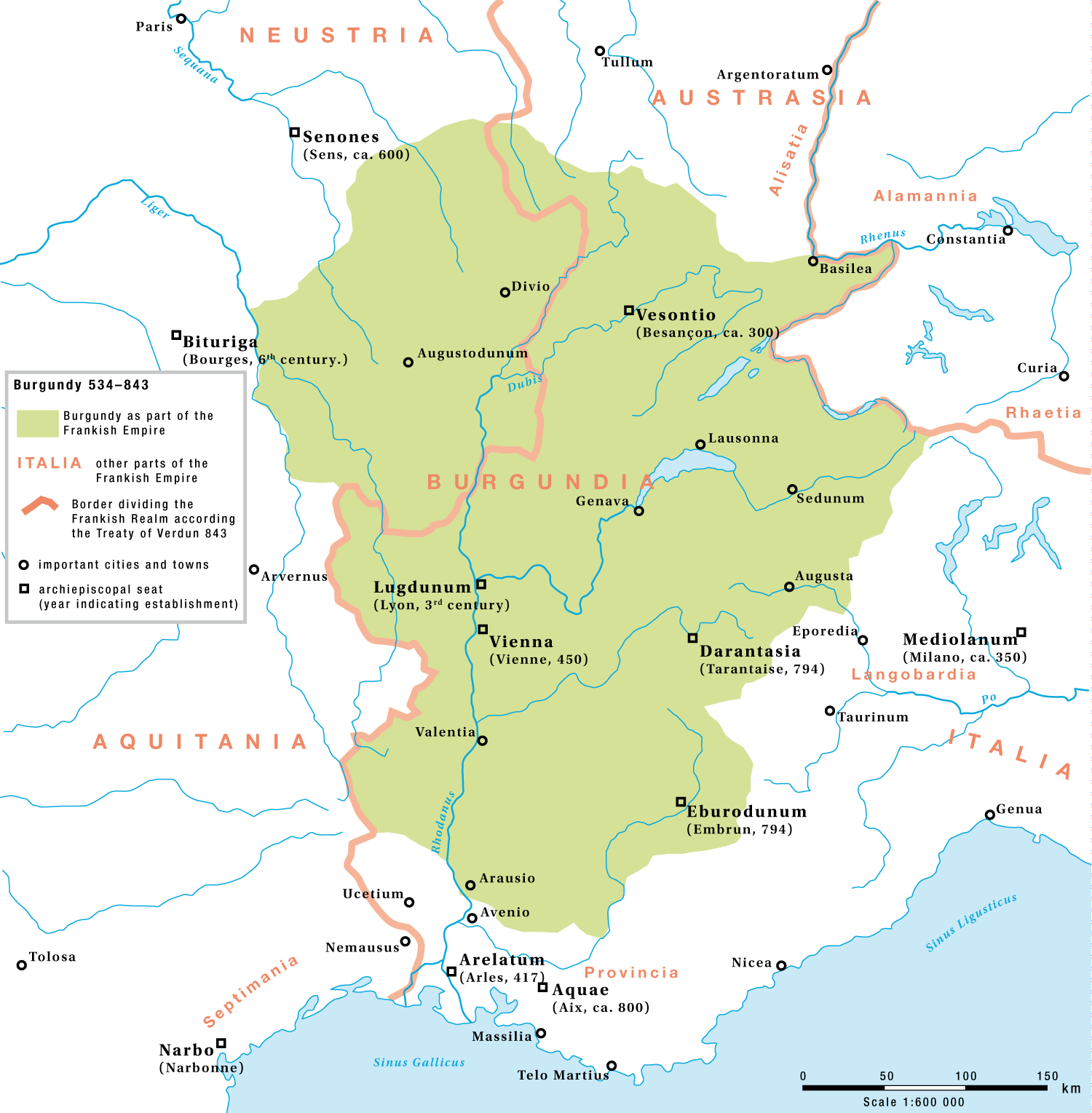
Borgoña como parte del Imperio franco entre 534 y 843

El Ducado de Borgoña fue sucesor del anterior Reino de Borgoña, que evolucionó a partir de los territorios gobernados por los borgoñones, una tribu de germánicos orientales que llegó a la Galia en el siglo V, procedentes de la isla de Bornholm. Los borgoñones se establecieron en los alrededores de Dijon, Chalon-sur-Saône, Mâcon, Autun y Châtillon-sur-Seine, y dieron nombre a la región. El reino de los burgundios fue anexionado por los merovingios cuando el rey de los francos, Childeberto I, fue derrotado en 534 por los francos. Fue recreado, sin embargo, en varias ocasiones cuando los territorios francos fueron redivididos entre los hijos a la muerte de un rey franco.
Como parte del Reino de los francos, Borgoña mantuvo una existencia semiautónoma, con los borgoñones manteniendo su propio código legal, la Loi Gombette. Sin embargo, el sur de Borgoña fue saqueado por la invasión sarracena del siglo VIII. Cuando Carlos Martel expulsó a los invasores, dividió Borgoña en cuatro comandancias: Arles-Burgoña, Vienne-Burgoña, Borgoña Alamánica y Borgoña Franca. Nombró a su hermano Childebrando gobernador de la Borgoña franca. Bajo los Carolingios, el separatismo borgoñón disminuyó y Borgoña se convirtió en un término puramente geográfico, refiriéndose únicamente a la zona de los condados de la antigua Borgoña.
De estos condados surgieron tanto el Ducado de Borgoña como el Condado de Borgoña, favorecidos por el colapso del centralismo carolingio y la división de los dominios francos provocada por la Partición de Verdún en 843. En medio de esta confusión, Guerin de Provenza se unió a Carlos el Calvo, hijo menor del rey Luis el Piadoso de los francos, y le ayudó en la Batalla de Fontenoy contra el hermano mayor de Carlos, el Emperador Lotario. Cuando el reino franco de Occidente fue dividido a lo largo de la frontera del Saona y el Mosa (dividiendo la Borgoña geográfica en el proceso), el rey recompensó a Guerin por sus servicios al concederle la administración de los condados de Chalon y Nevers, en los que por costumbre se esperaba que nombrara vizcondes para gobernar como sus diputados. Guerin era un defensor militar vital de la frontera franca occidental, por lo que a veces se le conocía por el término latino para "líder": dux o "duque".

## Duques beneficiarios

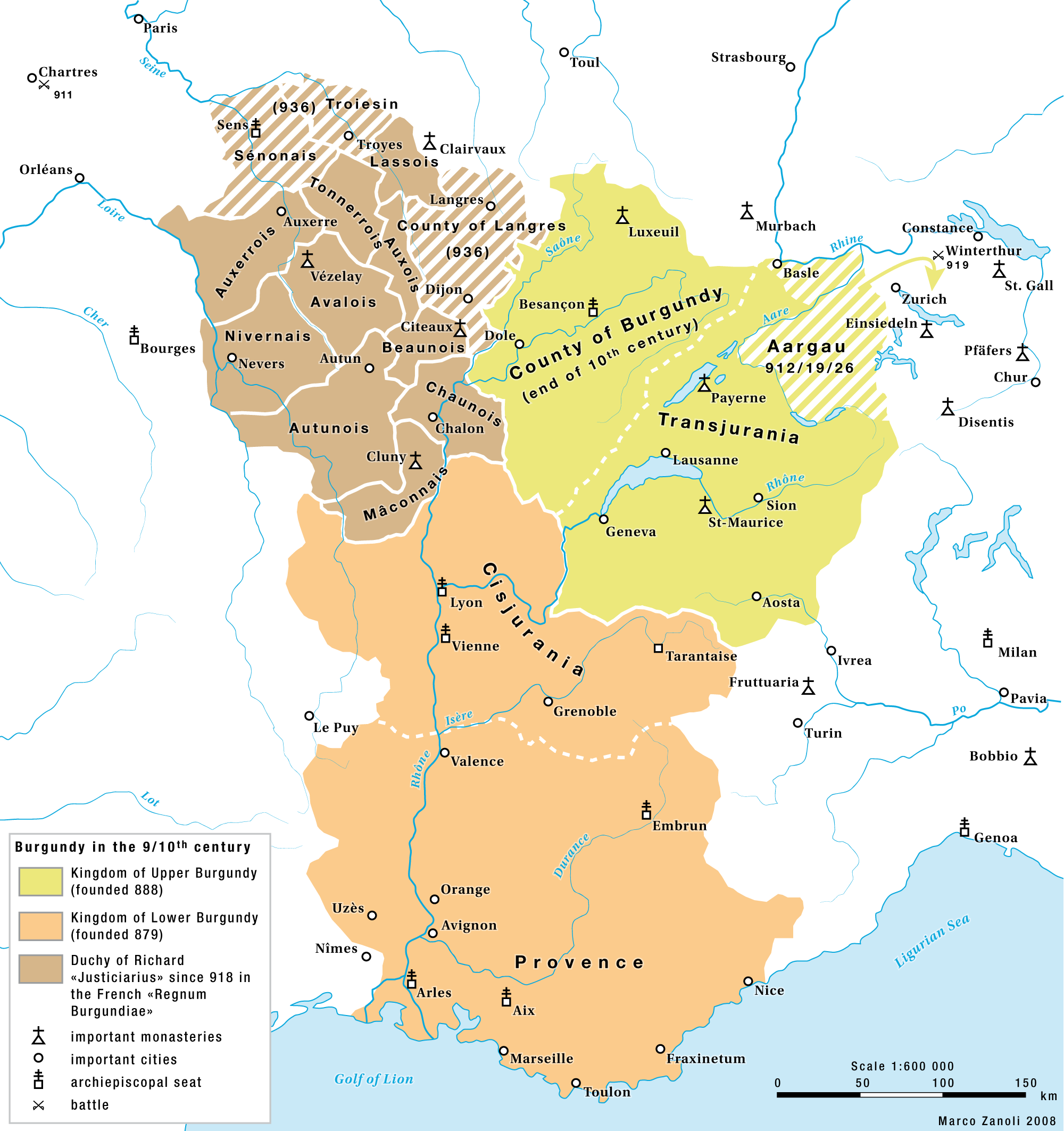
Mapa de las tres partes en el antiguo Reino de Borgoña, ca 900
----
Alta Borgoña
Baja Borgoña
Ducado de Ricardo el Justiciero.

En la época de Ricardo el Justiciero (m. 921), el ducado de Borgoña comenzaba a emerger. Ricardo fue reconocido oficialmente por el rey como duque; también figuraba como conde individual de cada condado que poseía (si no lo poseía en su nombre un vizconde). Como duque de Borgoña, pudo ejercer un poder cada vez mayor sobre su territorio. El término que llegó a aplicarse al conjunto del territorio de un duque era ducatus. El ducado de Ricardo comprendía las regiones de Autunais, Beaunois, Avalois, Lassois, Dijonais, Memontois, Attuyer, Oscheret, Auxois, Duesmois, Auxerrois, Nivernais, Chaunois y Massois. Bajo Ricardo, estos territorios fueron dotados de ley y orden, protegidos de los normandos, y sirvieron de refugio a los monjes perseguidos..
Bajo Raúl de Francia, hijo de Ricardo, Borgoña se vio brevemente catapultada a una posición destacada en Francia, ya que se convirtió en rey de Francia en 923 tras acceder a los territorios borgoñones en 921. Fue de sus territorios en Borgoña de donde extrajo los recursos necesarios para luchar contra aquellos que desafiaban su derecho a gobernar.
Con Hugo "el Negro" (m. 952) comenzó para Borgoña una larga y turbulenta saga. Sus vecinos eran la familia Robertian, que ostentaba el título de duque del Francia. Esta familia, deseosa de mejorar su posición en Francia y frente a los reyes carolingios, intentó someter el ducado a la soberanía de su propio ducado. Fracasaron; finalmente, cuando parecían cerca del éxito, se vieron obligados a desechar el plan y mantener Borgoña como ducado independiente. Dos hermanos de Hugo Capeto, el primer rey capeto de Francia, asumieron el gobierno de Borgoña como duques. Primero Otto y después Enrique el Venerable mantuvieron la independencia del ducado, pero la muerte de este último sin descendencia supuso un momento decisivo en la historia del ducado.

## Lista de duques

Escudo de Carlos el Temerario, donde figuran la flor de lis de la casa real de Francia y las bandas de azur y oro con bordura de gules de la primera dinastía de los duques de Borgoña, junto a las armas de los condes de Flandes y de los duques de Brabante y de Limburgo.

### Bosónidas
- 880-921: Ricardo I el Justiciero, primer duque de Borgoña (creado por Luis III)
- 921-923: Raúl I, hijo del anterior. En 923, se convirtió en rey de Francia y cedió el ducado a su hermano.
- 923-952: Hugo el Negro, hermano del anterior.
- 952-956: Gilberto de Chalon.

### Robertinos (Capetos)
- 956-965: Otón Enrique, hijo de Hugo el Grande, se casó con Gerberga de Châlon, hija heredera de Gilberto de Châlon.
- 965-1002: Enrique I el Grande, hermano del anterior.
- 1002-1004: Otón Guillermo, conde palatino de Borgoña, nieto del anterior.

### Dominio Real(1004-1032)
Roberto II el Piadoso, rey de Francia, sobrino de Otón Enrique y de Enrique I. Conquistó el ducado de Borgoña y lo incorporó al dominio real.
Le sucedió su hijo Enrique, quien para terminar la revuelta de su hermano Roberto le otorgó el ducado de Borgoña, de forma similar a un apanage, en 1032, a cambio de renunciar a sus pretensiones al trono francés, originándose así una rama menor de la dinastía capeta, la Casa de Borgoña.

### Casa de Borgoña (Capetos)
- 1032-1076: Roberto I el Viejo, hijo del rey Roberto II el Piadoso y hermano del rey Enrique I.
- 1076-1079: Hugo I, nieto del anterior.
- 1079-1102: Eudes I Borrel, hermano del anterior.
- 1102-1143: Hugo II el Pacífico, hijo del anterior.
- 1143-1162: Eudes II, hijo del anterior.
- 1162-1192: Hugo III, hijo del anterior.
- 1192-1218: Eudes III, hijo del anterior.
- 1218-1272: Hugo IV, hijo del anterior.
- 1272-1306: Roberto II, hijo del anterior.
- 1306-1315: Hugo V, hijo del anterior.
- 1315-1349: Eudes IV, hermano del anterior.
- 1349-1361: Felipe I de Rouvres, nieto del anterior.

### Dominio Real(1361-1363)
A la muerte prematura del duque Felipe I sin descendencia, le sucedió su primo Juan II el Bueno, rey de Francia, según la proximidad de sangre, ya que según primogenitura le hubiese correspondido a Carlos II de Navarra, pero la nobleza borgoñona también sopesó las alianzas e influencias de ambos en la Guerra de los Cien Años. En 1363, Juan II otorgó en apanage a su hijo Felipe.

### Casa de los Valois
- 1364-1404: Felipe II el Atrevido, hijo del rey de Francia Juan II.[4]
- 1404-1419: Juan I Sin Miedo, hijo del anterior.[4]
- 1419-1467: Felipe III el Bueno, hijo del anterior.[4]
- 1467-1477: Carlos I el Temerario, hijo del anterior.[4]
- 1477-1482: María de Borgoña, hija del anterior.[4]

### Después de 1477

Ducado de Borgoña en la Francia de 1477.

Después de la muerte de Carlos el Temerario en la Batalla de Nancy sin descendencia masculina, el rey Luis XI se apoderó del ducado de Borgoña y lo anexionó al dominio real, sobre la base de que las apanages se habían reglamentado de forma que al agotarse la descendencia masculina debían incorporarse a la Corona. Pero María, la hija del duque Carlos el Temerario, se casó con el futuro emperador Maximiliano I de Habsburgo para defender su herencia, y no aceptó la pérdida del ducado, manteniendo así la titulación de duquesa de Borgoña, como hicieron también sus descendientes los reyes de España, debido al prestigio que otorgaba a su titular el ser Gran Maestre y Jefe Soberano de la Orden del Toisón de Oro. Tanto es así que en la Paz de Cambrai (1529) el emperador Carlos V renunciaba al territorio específico del ducado de Borgoña pero no al título.

#### Duques titulares de Borgoña (título Habsburgo)
Los Habsburgo continuaron reclamando el ducado de Borgoña, en vano, y reconocieron su pérdida (Paz de Cambrai (1529), Tratado de Cateau-Cambrésis (1559), tratado de Nimega (1678)). Siguieron manteniéndose como duques titulares.
- 1477-1482: María de Borgoña, duquesa titular de Borgoña, condesa de Flandes y duquesa de Brabante con soberanía, y que reclamaba derechos sobre los Países Bajos, hija de Carlos el Temerario, y esposa de Maximiliano I de Habsburgo, emperador del Sacro Imperio Romano Germánico.
- 1482-1506: Felipe I el Hermoso, rey de Castilla, conde soberano de Flandes y Duque soberano de Brabante, último duque titular y soberano de Borgoña (renunció a la parte francesa, conservó Artois), con posesiones en los Países Bajos, hijo de la anterior.
- 1506-1555: Carlos I de España, emperador del Sacro Imperio Romano Germánico, rey de España y duque titular de Borgoña, soberano de Flandes, Brabante y los Países Bajos, hijo del anterior.
- 1555-1598: Felipe II de España, rey de España y Portugal, señor de las Indias, duque titular de Borgoña (realmente solo le quedaba el Franco Condado), soberano de Flandes, Brabante y los Países  Bajos, hijo del anterior.
- 1598-1621: Isabel Clara Eugenia y Alberto de Austria, duques titulares de Borgoña (Flandes, Brabante, Países Bajos, Artois y el franco Condado, poco que ver con la Borgoña histórica), hija y yerno del anterior.
- 1621-1665: Felipe IV de España, rey de España y Portugal, Señor de las Indias de América y duque titular de Borgoña no francesa, sobrino de los anteriores y nieto de Felipe II.
- 1665-1700: Carlos II de España, rey de España y duque titular de Borgoña, hijo del anterior. Tras la paz de Nimega, se desarticuló definitivamente la herencia territorial de los Valois borgoñones (el Franco Condado pasó al dominio real francés, los Países Bajos se independizaron bajo la dirección de Holanda. Permanecieron con los Habsburgo austriacos Flandes y Brabante-Namur-Luxemburgo hasta su independencia en 1830).
- Los reyes de España como sucesores siguen manteniendo la titulación como mero prestigio.

#### Duque de Borgoña (título francés)

##### Título del Antiguo Régimen
El título fue otorgado por el rey de Francia a los príncipes, y a priori a los primogénitos del Delfín:
- 1682-1711: Luis de Francia (1682-1712), duque de Borgoña, hijo de Luis de Francia, llamado el Gran Delfín, y nieto de Luis XIV. Era el padre de Luis XV y se convirtió en Delfín en 1711.
- 1751-1761: Luis de Francia (1751-1761), duque de Borgoña, primogénito de Luis de Francia, delfín, y nieto de Luis XV. Era hermano mayor de Luis XVI.